# Marianna Debes Dahl
Marianna Debes Dahl, född 24 november 1947 i Vestmanna, växte upp  i Torshamn, är en färöisk författare.

### Romaner
- Lokkalogi, (Forlagið Fannir), 1984
- Onglalag, 1986
- Faldalín 1988
- Vívil 1992

### Självbiografier
- Úti á leysum oyggjum, 1997

### Novellsamlingar
- Millumleikur, 1978
- Fløkjan, 1978
- Lepar, 1980
- Síðsta skúlaárið, 1980

### Barnböcker
- Burtur á heiði, 1975
- Dirdri, 1979
- Skilnaður, 1981
- Bjarta og snigilin, 1983
- Døgg er dottin, 1984
- Hanna og Hóri, 1984
- Sturli súkklar, 1985
- Hóri letur upp, 1986
- Alvi er og ferðast, 1986
- Tunnuflakin, 1990
- Sonurin, 1990

### Läroböcker
- Ása fer í skúla, 1983

### Reseskildringar
- Latið altíð sólina skína, 1982

### Drama
- Skálatoftir, 1979 (skriven med J.S. Hansen)
- Bardagabørn, 1990

### Kulturhistoriska böcker
- Meðan løtur líða 1 - 3, publicerades från 2000 till 2002, Fannir, Tórshavn.

### Översättningar till färöiska
- Uppreisnin, 1982, berättelser från Sydafrika

### Översatt och redigerad radiopjäs för färöiska radion
- Victor (om sångaren Jara från Chile)
- Monir (från Iran)
- Chico Mendes (från Brasilien)
- Miriam Makeba (från Sydafrika)
- Menn undir sól (från Palestina)
- Zosia (sovjetisk berättelse från Andra världskriget)
- Tað langa brævið (från Senegal)
- Edith Piaf (från Frankrike)

## Priser och utmärkelser
- 1978 - Torshamns byråds barnkulturpris (Barnamentanarheiðursløn Tórshavnar býráðs)[1]